# Weingut Anselmann
Das Wein- und Sektgut Gebrüder Anselmann ist ein Weingut in Edesheim an der südlichen Weinstraße im Weinbaugebiet Pfalz.

## Geschichte
Die Familie Anselmann wurde bereits 1126 urkundlich erwähnt und betreibt seit Jahrhunderten Weinbau.
Das über 100 Hektar große Weingut besitzt Anteile der Weinlagen Edesheimer Rosengarten, Edesheimer Mandelhang, Edesheimer Schloß, Edesheimer Forst, Edesheimer Ordensgut, Edenkobener Kirchberg, Edenkobener Schloß Ludwigshöhe, Rhodter Klosterpfad, Flemlinger Herrenbuckel, Flemlinger Vogelsprung, Flemlinger Bischofskreuz, Arzheimer Seligmacher und Arzheimer Rosenberg.
Beim Rebsortenspiegel halten sich weiße und rote Sorten die Waage. Zu den weißen Rebsorten zählen Riesling (Anteil 13,5 %), Müller-Thurgau 9,3 %, Sauvignon Blanc 6,7 %, Grauburgunder 4,4 %, Johanniter 3,2 %, Weißburgunder 2,9 %, Kerner 2,6 %, Cabernet Blanc 2,5, Siegerrebe 2,0 %, Silvaner 1,5 %, Gewürztraminer 1,2 %, Chardonnay 1,0 %, Morio-Muskat 0,8 %, Ortega 0,6 %, Bacchus 0,6 %, Scheurebe 0,3 % und Huxelrebe 0,1 %. Zu den roten Sorten zählen Dornfelder 12,6 %, Cabernet Sauvignon 9 %, Merlot 4,6 %, Portugieser 4,6 %, St. Laurent 3,5 %, Spätburgunder 3,0 %, Schwarzriesling 1,6 %, Dunkelfelder 1,2 %, Cabernet Mitos 1 %, Lemberger 0,9 %, Regent 0,8 %, Cabernet Franc 0,5 %, Syrah 0,4 % und Heroldrebe 0,3 %.

## Internationale Bedeutung
Das Weingut Werner Anselmann war bereits mehrmals Weinpartner für die „Deutschen Häuser“ während der Olympischen Spiele.
Auch bei den Olympischen Spielen und den Paralympischen Spielen in Sotschi 2014 und Rio 2016 war Anselmann exklusiver Weinlieferant für das „Deutsche Haus“.

## Auszeichnungen
Seit 2004 wurde das Weingut mit zahlreichen Auszeichnungen geehrt, darunter:
- Bundesehrenpreis in Silber 2009
- Bundesehrenpreis in Gold 2010, Winzer des Jahres
- Staatsehrenpreis 2010